# Marquis de Massa
 (février 2021).
Les marquis de Massa sont une famille toscane importante au Moyen Âge, implantée en Corse au XIe siècle. Elle a donné la lignée des Marquis de Massa, seigneurs dans le « Deçà des Monts ».

## Origine des marquis de Massa
Suivant la Chronique, à la fin du VIIIe siècle, le peuple de Rome s'était révolté contre le pape Léon III. Celui-ci accorda le pardon aux chefs des rebelles à la condition qu'ils conquièrent la Corse occupée par le roi maure Negulone. Ugo della Colonna, seigneur romain, passa dans l'île avec un millier d'hommes et la conquit. Le pape le confirma dans la possession de la Corse et créa cinq évêchés qui furent soumis aux archevêchés de Gênes et de Pise. Plus tard, les fils de Ugo, avec l'aide du comte de Barcelone, refoulent les envahisseurs. Maîtres de l'île, ils purent en transmettre la seigneurie à leurs descendants. Des compagnons de Ugo, la tradition fait sortir la féodalité insulaire.

### ObertoIer
Au IXe siècle, en 825, le comte Bonifacio puis plus tard en 845, son fils Adalbert, hommes issus de la famille Obertenga (ou Obertenghi), originellement possessionnée en Lunigiana, avaient été chargés de la défense de la Corse. Leurs descendants, marquis en Italie, conservèrent la fonction de défenseurs de la Corse. En 951, le chef des marquis toscans est Oberto-Opizzo, vicaire impérial pour toute l'Italie, souverain direct des comtés de Luni, de Gênes, de Milan et des Îles. Les historiens ont groupé ses descendants sous le nom conventionnel d'« Obertenghi ».
Documenté comme comte de Luni de 945 à 948 et mort avant 975, Oberto Ier reçoit vers 950 le titre de marquis de la marche dite de « Ligurie orientale ». Quelques années plus tard Otton Ier l'élève au rang de « comte du sacré palais », c'est-à-dire de représentant impérial dans tout le royaume d'Italie. Oberto Ier qui pourrait être le petit-fils d'Adalberto I marquis de Tuscia, était à la tête du comté de Luni, auquel était rattachée la Corse comme l'indique l'expression "Lunis cum insula Corsica" apparue dans la « donation de Constantin » et qui lui donnait une autorité, une responsabilité militaire et administrative en Corse. 

« Par conséquent, il est très probable qu'à partir de 950, la Corse ne dépende plus de la marche de Tuscia, mais de celle de Ligurie orientale, désormais qualifiée de "marche Obertenga". »

— Pierre-Paul Raoul Colonna de Cesari Rocca in Histoire de Corse, 1916

### Famille Obertenga
Oberto, fondateur de la dynastie dite des « Obertenghi », est proche de l'empereur ; sa fonction de « comte du sacré palais » lui permet de se constituer un patrimoine foncier énorme, depuis Arezzo jusqu'à Milan. La cité de Pavie devient sa résidence officielle. Il épouse Guilla ou Willa, fille du marquis Boniface de Spoleto, qui donne naissance à au moins trois garçons dont Oberto II (975 ca - 1014 ca), qui est à l'origine du lignage des Malaspina et d'Este, ainsi qu'Adalberto I (925 ca - 1002 ca), ancêtre des Pallavicini et des Massa-Palodi.
Dans une lettre adressée le 30 novembre 1078 à l'évêque de Pise, le pape Grégoire VII lui a délégué ses pouvoirs spirituels et temporels relatifs à la Corse, avec mission de soustraire la Corse à l'autorité des marquis Obertenghi.
La grande famille Obertenghi se divise en quatre rameaux : Este, Malaspina, Pallavicini et Massa.
Nota
Daniel Istria fait remarquer que l'étude sur l'origine de la domination des Obertenghi en Corse, à partir de documents relatifs aux marquis Obertenghi et d'Ivrée, fait douter de l'authenticité de certains d'entre-eux, qui sont pour lui de faux documents tel le manuscrit rédigé par Giovanni Giuseppe Malaspina en 1680, intitulé Origine e genealogia delli marchesi di Massa-Malaspina habitati in Corsica prima nelluogo di San Colombano e poi in Belgodere, inventé de toutes pièces pour démontrer la parenté entre les descendants des marquis de Corse et les Malaspina de Lunigiana. Puis de conclure : 

« Force est de constater que la présence des marquis de Massa dans l'île durant le Xe siècle et la première moitié du XIe siècle ne peut être démontrée sur les bases citées ni sur aucune autre d'ailleurs. »

— Daniel Istria - Pouvoirs et fortifications dans le nord de la Corse : du XIe siècle au XIVe siècle p. 145.

## La seigneurie des marquis de Massa
L'implantation dans l'île des marquis de Massa s'est faite de l'extrême fin des années 1070 au mois de février 1080. Les « Obertenghi » possèdent des biens dans toute l'île, depuis le Cap jusqu'à Ajaccio, de la Plaine orientale à la côte Ouest. Très vite leur part s'étend sur tout le « Deçà-des-Monts », soit, selon la documentation écrite médiévale, les pièces de Cauro, Tuani, Balagne, Cap Corse, Rostino, Ampugnani, Orezza, Casinca, Marana, Tavagna, Giussani et Caccia. Dans un "Inventaire des biens des marquis d'après la documentation écrite médiévale", Daniel Istria présente la liste des biens de chaque marquis, leur désignation (curtis, église, pâturage, vignes, terres et maisons, villa, castrum et château.

Ils deviendront de généreux donateurs pour les monastères voisins.

### Alberto IV Rufo
Il est possible qu'Alberto IV Rufo (1040 ca - av.1095) (celui-ci est capitaine des galères du pape) -il porte alors le titre de marquis de Massa-, soit leur premier représentant sur l'île envoyé par Grégoire VII.

« Cette constatation repose avec d'autant plus d'acuité le problème des raisons de leur implantation et de la nature de leur autorité, que cette date coïncide avec celle de l'intervention de Grégoire VII. »

— Daniel Istria in Pouvoirs et fortifications dans le nord de la Corse : du XIe siècle au XIVe siècle, 2005
La donation en 1080 de la curtis de Frasso, dans le sud de la Corse, (pieve de Cauro - À Frasso, les vestiges d'un édifice roman du XIIe siècle, à nef unique et abside semi-circulaire, sont encore visibles à une vingtaine de mètres de la tour, également romane, et d'un grand bâtiment fortifié.), à l'abbaye de San Venerio del Tino, prouve qu'Alberto IV Rufo possédait des biens fonciers dans l'île, mais aussi un pouvoir judiciaire, reconnu par l'évêque et par les plus grandes familles. Ils sont aussi à l'origine de l'acquisition par les moines de San Gorgonio de leur première église, Santa Reparata de Balagne et font preuve de largesses envers l'abbé de Montecristo, au moins au début du XIIIe siècle.   
Avant le mois de février 1080 Alberto épouse Giulieta, fille du comte Oberto de Parme. L'alliance matrimoniale d'Alberto et de Giulita, permet au marquis de se rapprocher de ses domaines.
Il a très probablement offert (ou plus vraisemblablement son fils Ugo) à l'abbaye San Veneri avant 1100, l'église San Gavino de Mala, un petit édifice de style roman, postérieur à l'extrême fin du XIe siècle, construit au cœur de la piève de Tuani, sur le versant nord de la basse vallée du Regino.

### Ugo, premier marquis de Massa et de Corse
Documenté en Corse entre 1095 et 1124, Ugo est né du mariage d'Alberto IV Rufo et de la comtesse Giulieta. Ses deux frères, Oberto Brotoporrata et Guilielmo Francigena, tous deux morts vers 1130, apparaissent surtout dans les textes concernant la Toscane ou la Ligurie et ne semblent donc avoir que peu de liens avec l'île. Néanmoins, leurs descendants, les uns marquis de Massa et les autres de Palodi, hériteront de possessions insulaires d'Ugo, très probablement mort sans enfants.
Ugo est le premier à porter le titre de marquis de Corse. Il apparaît comme garant des actes juridiques et particulièrement des transactions foncières au profit des monastères toscans. Ainsi, toutes les donations importantes réalisées par les évêques et par de nombreux laïques, entre 1095 et 1124, sont suivies de son approbation et de sa signature. Le 29 novembre 1115, il est à Pise, dans le cloître de San Vito, où il entérine la donation de l'église San Nicolao de Tomino faite par l'évêque de Mariana au profit du monastère de San Gorgonio. Un mois plus tard, le 22 décembre 1115, l'évêque renouvelle sa donation lors d'un concile provincial réuni dans la cathédrale de Mariana en présence du cardinal Rolando, légat pontifical et du marquis Ugo qui apparaît comme témoin juste après les deux prélats. Enfin, certains documents font état dans leur datation du règne du pape et du marquis selon la formule : presidente domino nostro Urbano in sede apostolica et regnante domino Ugo marchio in insula Corsica. Il est donc fort probable que l'acquisition du titre de marquis de Corse par Ugo soit liée aux nouvelles concessions pontificales.
Avec ses deux frères, ils étaient vassaux de l'archevêque de Pise, seigneur éminent de l'île qui leur a donné autour de 1100 et à titre de fief, le castrum et la curtis de Livourne, en conformité avec la politique réformatrice de Grégoire VII par inféodation et délégation des pouvoirs temporels à des laïcs.
En 1116 le marquis Ugo et son frère Alberto offrent deux pâturages et deux vignes à l'abbé de la Gorgone. Parmi ces quatre parcelles, une appartenait jadis au plebano (traduire piévan) de Cruce et l'autre à la casa de Cruce.
La fin du XIe siècle et le premier quart du XIIe siècle sont ainsi marqués par la mise en place d'une autorité capable d'intervenir dans les domaines religieux, administratifs et judiciaires.

### Les marquis de Rostino
La documentation étant rare, la généalogie exacte des marquis de Rostino reste impossible à déterminer. « Compte tenu de la séparation des rameaux de Palodi et de Massa-Corse au milieu du XIIe siècle, il est possible qu'ils aient pour ancêtre l'un des fils d'Alberto Corso (c. à dire Alberto IV Rufo) : Oberto ou Guglielmo - Daniel Istria" ». En 1174, Guglielmo conclut une alliance avec les consuls de Gênes, qui l'oblige à prendre part avec son armée, dans le conflit contre Pise et les Malaspina. En retour, les Génois s'engagent à protéger sa vie et ses biens, notamment « dans le cas où une expédition de plus de quatre galères serait organisée et mettrait en péril ses possessions corses ». La même démarche est effectuée par ses cousins, Guglielmo Saraceno et Rainero fils d'Alberto de Zueta, qui, après avoir récupéré leur château de Palodi en 1171, sont dans l'obligation de jurer fidélité aux représentants de la commune de Gênes. Ces accords sont renouvelés en 1223 par leurs héritiers Opitho et Corrado, fils de Rainieri.
Un autre marquis de Massa va jouer un rôle essentiel entre 1190 et 1214 dans une guerre pour le contrôle de la Sardaigne : Guglielmo, fils d'Oberto de Massa et petit fils d'Alberto Corso, neveu de Guglielmo. Il nait peu après le mariage de son père avec Giorgia, fille du Juge Costantino II de Cagliari. En 1188, Oberto conquiert sur le trône de Cagliari. Deux ans plus tard, son fils Guglielmo prend sa succession et épouse Adelaïde, fille de Moruello Malaspina puis, en secondes noces, Guisana, peut-être fille du comte Guido Burgondione de Capraia. Il mène des expéditions militaires heureuses contre les juges d'Arborée et de Torres, favorisant ainsi la mise en place de la domination pisane sur une grande partie de la Sardaigne. Il mourut au début de l'année 1214. Comme ses oncles et cousins, ce Guglielmo est possessionné en Corse. Il offrira au monastère de Montecristo de nombreux domaines situés en Ampugnani.

## Généalogie des Obertinghi
```
Oberto I (945-972), fils d'Arduino, comte de Luni 
 │  
 ├──Adalberto
 │    │  
 │    ├──Adalberto III (1021-1077)
 │    │
 │    └──Alberto IV Rufo (1040-1085) = Giulieta), marquis de Massa
 │         │ 
 │         ├──Ugo (1095-1124), premier marquis de Massa et de Corse
 │         │
 │         ├──Oberto Brotoporrata (1094-1130)
 │         │    │
 │         │    └──Alberto Corso
 │         │         │
 │         │         ├──Ugo (début 
XIII
e
 
siècle
) 
 │         │         │
 │         │         ├──Guglielmo (1174-1202)
 │         │         │
 │         │         └──Oberto, roi de Sardaigne = Giorgia de Lacon-Gunale 
 │         │              │
 │         │              └─
Guglielmo
 (1171-1214), roi de Sardaigne = Adelaïde Malaspina
 │         │                  │
 │         │                  └─Roberto (1289), possesseur du Castello San Colombano de Giussani
 │         │                      │
 │         │                      ├─Lemuccio (1324-1325)
 │         │                      │
 │         │                      ├─Matarosso (1324-1325)
 │         │                      │
 │         │                      └─Fredino (1324-1325)
 │         │
 │         └──Guglielmo Francigena (1116-1130)
 │              │ 
 │              └──Alberto Zueta (1145-av.1166)
 │                   │
 │                   └──Rainero (1171)
 │                        │
 │                        ├──Corrado (1210), marquis de Palodi
 │                        │
 │                        └──Opitho (1223), marquis de Palodi
 └──(?)
      │
      ├──Palavicini
      │ 
      ├──Estensi
      │   
      └──Malaspini
```

## Les fortifications
Dans son "Inventaire des biens des marquis d'après la documentation écrite médiévale", Daniel Istria énumère les castra et château possédés par les marquis : 
- Castrum San Colombano dans la pieve de Giussani, propriété de Roberto - première mention écrite : 1289 ;
- Castrum de Caspigna dans la pieve de Caccia, propriété de Roberto - première mention écrite : 1289 ;
- Castrum de Rostino dans la pieve de Rostino, propriété de Roberto - première mention écrite : 1289 ;
- Castrum de Prunetule dans la pieve de Casinca, propriété de Roberto - première mention écrite : 1221 ;
- Château de Belgodère dans la pieve de Tuani, propriété non précisée - première mention écrite : avant 1381.

### Castello de San Colombano de Giussani
Le castello de San Colombano de Giussani fut la forteresse principale des marquis de Massa et de Corse d'après les chroniques de la fin du Moyen Âge. Il est mentionné pour la première fois en 1289. Il était la propriété de Roberto de Massa.
Le 15 août 1289, en guerre contre Roberto de Massa révolté contre les Génois, Luchetto Doria s'empare de sa forteresse de San Colombano de Giussani en la faisant incendier. 
Ce château depuis longtemps ruiné, était construit sur un piton calcaire escarpé, à 738 m d'altitude, surplombant le col de San Colombano (692 m) stratégique point de passage entre la vallée du Golo, la Balagne et la mer. Il était une des positions stratégiques et militaires optimales pour le contrôle de l'espace, pour les marquis de Massa. En effet, il domine à la fois la Balagne orientale et la « cuvette » de Ponte-Leccia, soit directement les pièves d'Ostriconi, de Giussani, de Tuani et de Caccia. Ses vestiges sur la commune de Palasca sont encore visibles.
Concernant la structure matérielle et le plan de la fortification, Daniel Istria en donne les informations suivantes :

« Bien que les parements de cette construction aient été arrachés durant les deux derniers siècles, on peut encore observer à la base des murs des blocs de calcaire liés à la chaux, parfaitement taillés à la broche et au ciseau droit  Outre cet appareillage de qualité, on notera ici la forme circulaire du donjon, d'une superficie intérieure d'environ 5,75 m2, dont les murs atteignent 2 à 2,20 m d'épaisseur. Le seul accès possible à la fortification semble être, d'après l'analyse des photographies aériennes, défendu par un large fossé. Autour du donjon sont visibles une petite pièce rectangulaire et une citerne ainsi que plusieurs fragments de murs appartenant à un rempart qui délimite une superficie d'environ 450 m2. Tous ces éléments nous renvoient à un modèle de fortification très bien connu aujourd'hui, caractéristique de la Lunigiana et plus particulièrement du Val di Magra d'où sont, justement, originaires les marquis, supposés promoteurs du château. L'originalité de cet ensemble tient avant tout à son isolement par rapport au réseau d'habitat médiéval et à sa position clé dans ce secteur du nord-ouest de l'île. Le piton rocheux sur lequel il est installé apparaît comme un point de référence dans le paysage, matérialisant la limite entre plusieurs pièves. Sa position perchée et de vigie permettant le contrôle d'un très large territoire lui confère une valeur militaire et stratégique indéniable, mais dont l'impact symbolique n'est sans doute pas à négliger, comme en témoigne aussi l'utilisation de la pierre de taille dans la construction du donjon ; fait relativement exceptionnel dans l'île. Le caractère particulier de cet établissement nous pousse à le rapprocher, par sa position des forteresses "judicales" de Sardaigne  et par ses structures des églises romanes construites dans l'île aux XIe et XIIe siècles. Il pourrait donc être, comme le castrum Sant' Angelo, l'un des premiers points d'appui de l'autorité "marquisale" et/ou pisane dans l'île. »

— Daniel Istria in Pouvoirs et fortifications dans le nord de la Corse : du XIe siècle au XIVe siècle, Éditions Alain Piazzola, 1 rue Sainte-Lucie 20000 Ajaccio, p. 164-165
.
La tour au sommet du site, occupe l'une des extrémités de l'ensemble fortifié et est liée à l'enceinte. 
Des fouilles dans le château ont mis au jour un sceau représentant un lion entouré de l'inscription "Guglielmo marchiones Massa et Corsice", qui pourrait appartenir à Guglielmo de Massa. Dans ce cas, le château serait antérieur à 1190.

### Castello de Rostino
Au centre d'une zone anciennement colonisée, en bordure du Golo, au lieu-dit U Pinzu, se trouve le castrum de Rostino. Il est construit sur une éminence en dôme à l'extrémité d'un gros éperon qui s'avance en direction du fleuve et contrôle ainsi deux routes importantes dont le pont de Ponte Novo et l'axe de pénétration est-ouest reliant la côte nord-orientale au centre de l'île. L'accès au sommet est rendu très difficiles par des barrières naturelles que constituent les versants sud et est qui sont des parois rocheuses perpendiculaires à l'axe de l'éperon. Les versants nord et ouest sont en revanche des à-pic de plusieurs dizaines de mètres de hauteur.
Depuis longtemps ruiné, le château a fait l'objet de fouilles. La plus ancienne structure médiévale identifiée durant ces fouilles est « le donjon 2, protégé par un petit rempart polygonal de 22 m de longueur et 1 m d'épaisseur, construit en moellons liés au mortier de chaux Il est a Accroché aux angles sud-ouest et nord-est de la tour, et épouse la forme du relief rocheux en délimitant une petite cour de 22,5 m2 dans laquelle a été retrouvé un foyer à même le sol. - Daniel Istria ». Petite construction de plan trapézoïdal, (superficie intérieure est de 4,80 m2), d'un aspect massif et résistant, la tour est perchée au sommet d'un petit dôme rocheux de 3 à 5 m de hauteur. Les murs ont de 1,40 à 1,65 m d'épaisseur, sont construits en pierres liées à la chaux blanche et dure. Par ailleurs, les fouilles ont mis au jour une monnaie, un denier génois, et de plusieurs fragments de céramiques de productions tunisiennes ou siciliennes datées du XIIe siècle.

Les marquis ont érigé cette rocca destinée à freiner l'essor des familles rivales. Mais elle était aussi une résidence seigneuriale, celle de Roberto. 

« Les fouilles archéologiques ont montré que, dès l'édification du premier donjon de Rostino, des personnages de haut rang ou du moins d'une certaine aisance financière, sont présents sur le site comme en témoigne la découverte d'un mobilier de luxe ou décors de vêtements en or et en bronze voisinent avec des armes, des équipements de cavalier et de la vaisselle fine importée du sud de la Méditerranée [...] des bagues en bronze ou en or, décorées de perles en pierre ou en verre comme celles découvertes à Rostino »

— Daniel Istria in Pouvoirs et fortifications dans le nord de la Corse : du XIe siècle au XIVe siècle
Roberto, deux jours après avoir juré fidélité à Luchetto Doria le 13 août 1289 dans le château de Biguglia, se révolte et rompt le pacte jusqu'à l'expédition punitive qui conduit à l'incendie du castrum de Rostino et à la prise de celui de Caspigna par Giovaninello de Loreto le 18 août de la même année.
Un peu au nord-est du castello de Rostino se trouve l'église San Quilico de Bisinchi, propriété du monastère de San Venerio deI Tino, depuis le début du XIIe siècle au moins. Il s'agit à l'origine d'une chapelle domaniale, édifiée très certainement par des laïcs (probablement les marquis eux-mêmes). 

### Castello de Prunetule
Le site du castrum de Prunetule est connu aujourd'hui sous l'appellation Cima di a Leccia. Situé en Casinca, Il est en limite avec la pieve d'Ampugnani. La source à l'écart, située au nord de l'actuelle commune de Silvareccio, est encore désignée sur les cartes par le nom médiéval du château, « Fontaine de Prunetola ». Le castrum est mentionné pour la première fois en 1221, propriété d'Opitho. Après le milieu du XIIe siècle, les marquis ne contrôlent plus qu'une petite poignée de pièves du nord de l'île. Prunetule était encore l'un des six ou sept châteaux que possédaient les marquis. 
En 1221, le marquis Opitho de Palodi donne en gage son château de Prunetule et plusieurs terres sises dans la plaine de Mariana à Gerardus de Loreto.

## La disparition des marquis de Massa
Au cours de la deuxième moitié du XIIe siècle, les marquis ne contrôlent plus qu'une petite poignée de pièves du nord de l'île. Leurs interventions apparaissent entre le XIIe siècle et le XIVe siècle, dans les pièves de Tuani, Caccia, Giussani, Rostino, Ampugnani, Tavagna et peut-être Ostriconi. L'immense seigneurie se structure peu à peu autour de six ou sept châteaux : San Colombano de Giussani, Rostino, Caspigna, Prunetule, Belgodere, Mugliunaccia et peut-être Porretto. Les marquis possédaient plusieurs résidences, probablement dans ces châteaux, au moins deux autres peut-être non fortifiées : une domus en Ampugnani, à Monte d'Olmo comme il apparaît dans l'acte de donation de Guglielmo juge de Cagliari, et le palais de Sala, où sont signés plusieurs documents au début du XIIIe siècle.
Jusqu'au XIIIe siècle, la seigneurie est entre les mains des descendants directs des premiers marquis qui se sont divisés en deux branches majeures issues de deux des trois enfants d'Alberto Rufo : Oberto Brotoporrata et Guglielmo Francigena. Ces derniers semblent installés dans le château de Palodi alors que les premiers gravitent autour de Massa-Carrare. Pourtant tous sont qualifiés de marquis de Massa, nom du château construit par Alberto IV, leur ancêtre commun. Les deux groupes conservent des droits en Corse au moins jusqu'aux années 1220, mais il semble que leurs possessions aient été divisées au moment de l'émancipation des deux branches après 1145-1146, soit après la mort des fils d'Alberto IV Rufo.
En 1210, Corrado de Palodi donne au monastère de la Gorgone ses droits sur les dîmes de Balagne et en 1221, son frère Opitho de Palodi donne en gage son château de Prunetule situé en limite des pièves de Casinca et d'Ampugnani et plusieurs terres sises dans la plaine de Mariana. Au même moment, Guglielmo de Massa, juge de Cagliari, puis son frère Ugo, font don au monastère San Mamiliano de Montecristo de grands domaines situés en Castagniccia, dans les pièves d'Ampugnani et d'Orezza. L'immense seigneurie est en pleine voie de fragmentation. Toute la partie orientale, autour des pièves de Tavagna, Casinca, Ampugnani et Orezza est abandonnée. Ce mouvement de repli profite largement au monastère San Mamiliano de Montecristo et à quelques puissantes familles seigneuriales comme les Loreto de Casinca - qui reçoivent en gage le castrum de Prunetule - et surtout les Cortinchi qui prennent possession de la plus grande partie de ce territoire au XIIIe siècle.
La part des marquis de Rostino n'est plus constituée que d'une partie des pièves de Rostino, Caccia et Ostriconi. Jacopo Doria ne cite que trois châteaux lui appartenant : Rostino, San Colombano de Giussani et Caspigna. Peut-être faut-il encore ajouter à cette liste la seigneurie de Belgodere de Balagne, dans la piève de Tuani.
Les derniers marquis de Massa, encore vaguement seigneurs en Corse, ont vécu en bourgeois pauvres à Pise ou à Livourne.